# Mientras mi preciosa duerme
Mientras mi preciosa duerme (título original: While my pretty one sleeps) es una novela de la escritora Mary Higgins Clark, publicada en 1989.

## Sinopsis
Neeve Kearney es la dueña de una tienda de ropa. Una de sus clientas más populares, Ethel Lambston, una escritora, aparece muerta en una pequeña cueva. La causa de su muerte es totalmente desconocida.

## Personajes
- Neeve Kearny: protagonista de la novela.
- Ethel Lambston: fiel compradorea de Neeve, desaparece al comienzo de la novela.
- Myles Kearny: padre de Neeve. Jefe de la policía de Nueva York, sufrió un infarto que le hace retirarse de su cargo.
- Seamus Lambston: exmarido de Ethel. Debe pagarle 1000 dólares mensuales por manutención.
- Ruth Lambston: segunda mujer de Seamus. Tiene tres hijas.
- Jack Campbel: editor de Ethel.
- Obispo Devin Stanton: amigo del Myles.
- Anthony della Salva: amigo de Myles que Neeve llama cariñosamente Tío Sal.
- Tse-Tse: actriz frustasda que limpia en el piso de Ethel.